# Leptosphaeria rubella
Leptosphaeria rubella är en svampart som beskrevs av Sacc. & Malbr. 1882. Leptosphaeria rubella ingår i släktet Leptosphaeria och familjen Leptosphaeriaceae.   Inga underarter finns listade i Catalogue of Life.